# Club Boca Río Gallegos
El Club Boca Río Gallegos es un club de fútbol de la ciudad de Río Gallegos en Santa Cruz, Argentina. Fue fundado en 1945 y se desempeña en la Liga de Fútbol Sur de Santa Cruz, su liga regional, tras disputar la última temporada del Torneo Argentino B y rechazar participar en el Torneo Federal B de transición.

## Historia
La institución fue fundada en 1945, cuando tras una refundación se creó un nuevo club barrial. Tras varios años de gestión, la anterior comisión directiva de «El Boca» decidió darle paso a una nueva generación, y así, nació el 12 de octubre de ese año, cuando dirigentes como Huerta, López Doce, Metaza, Fernández, García, Aldobar, Torres, Rogolini, Cantín, Calismonte, Bocca, Matta iniciaron un nuevo proyecto. El club siempre se dedicó al fútbol, tal es el caso que cerca estuvo de lograr su primer título liguista hacia finales del sesenta.

### Participaciones nacionales
Las primeras participaciones nacionales de Boca fueron a finales de la década de '80, cuando disputó el Torneo del Interior.
Fue en 1987 cuando, tras la deserción de los mejores equipos riogalleguenses, el equipo decidió jugar el certamen organizado por la AFA. La participación fue una iniciativa del club para salvar la plaza que la Liga de Río Gallegos disponía para el campeonato, y fue por ello que recibió el apoyo del resto de los equipos liguistas así como también de los directivos y jugadores. Entre los últimos mencionados se encontraban algunos que habían participado para San Lorenzo de Gallegos durante comienzos de la década en certámenes federales.
Compartió zona con Argentinos del Sud de Gaiman, Jorge Newbery de Comodoro Rivadavia, Estrella Norte de Caleta Olivia y Atlético Río Grande de la localidad fueguina. Con tan solo dos victorias, ambas al equipo más austral, y un empate ante el elenco del norte santacruceño, terminó penúltimo de grupo y eliminado de competencia.

### Ascenso al Argentino B
El camino hacia el ascenso comenzó en octubre del 2008, cuando «el xeneize» logró su primer certamen local. Esto le dio la posibilidad de disputar el Torneo del Interior al año siguiente.
En el año 2009, el equipo participa del Torneo del Interior, arrancando su participación en un grupo compartido con equipos de la provincia. Tras avanzar como el mejor del grupo, Boca dejó en el camino a Mutual Banco Tierra del Fuego, a Los Cuervos del Fin del Mundo de Ushuaia, a Defensores de La Ribera de Rawson, a Deportivo Patagones de Carmen de Patagones y a Ferrocarril Sud de Olavarría para así llegar a disputar la final ante Independiente de Tandil. Tras ganar como local 2 a 0, perdió en Tandil 4 a 1 y quedó relegado a disputar la promoción para lograr ascender.
La promoción se disputó ante Racing de Trelew, primero en Santa Cruz y luego en Chubut. El 21 de junio de 2009, en Río Gallegos, el "xeneize" ganó 2 a 0, y una semana después, en el Estadio Cayetano Castro, tras perder 2 a 1, logró ascender por diferencia de gol, con un global de 3 a 2.

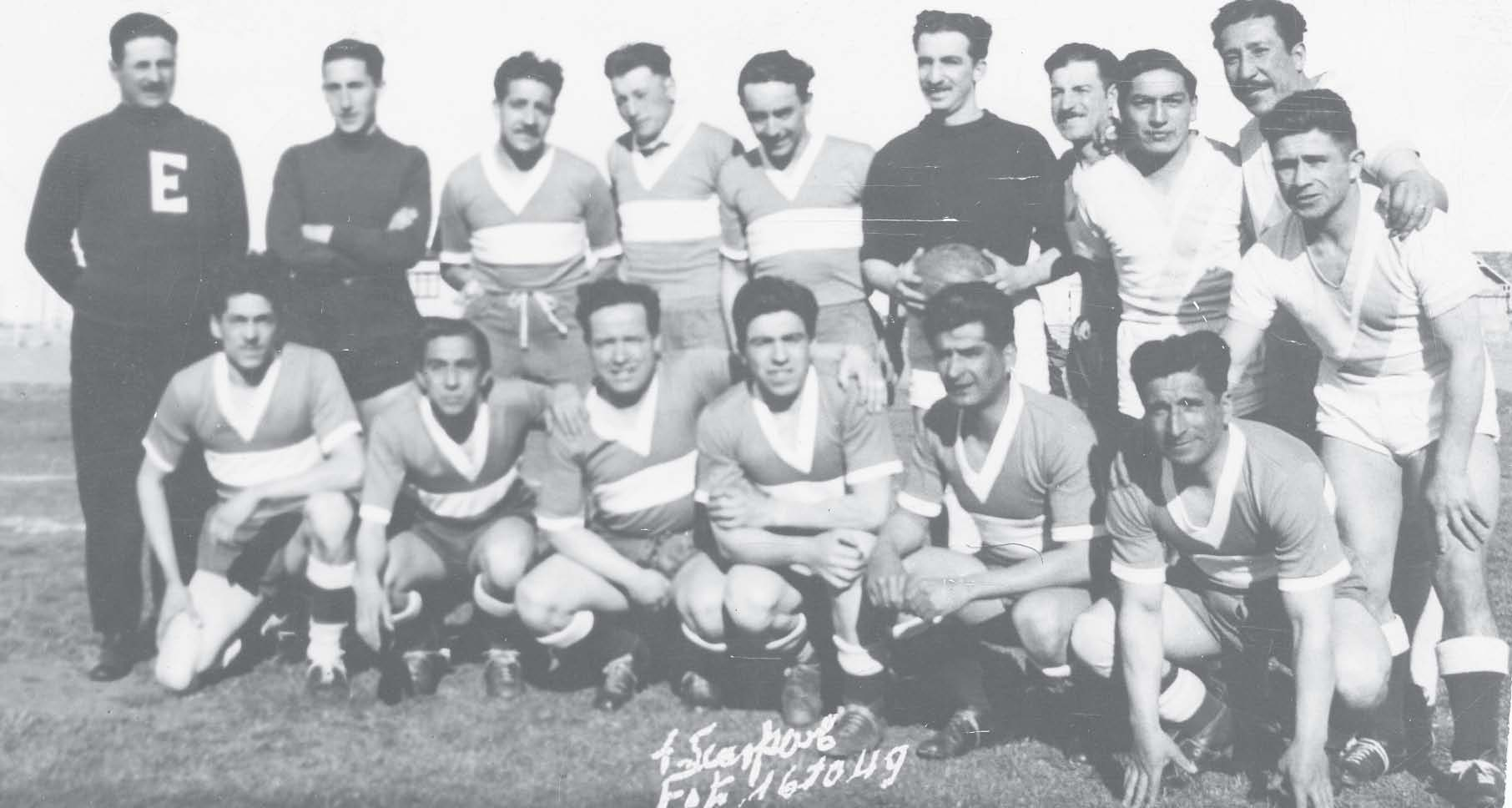
Plantel de la década del 50.

| 21 de junio de 2009 | Boca Río Gallegos | 2:0 | Racing (Trelew) | Defensores del Carmen, Río Gallegos |  |

| 28 de junio de 2009                                               | Racing (Trelew) | 2:1 | Boca Río Gallegos | Estadio Cayetano Castro, Trelew |  |
| Boca Río Gallegos gana la promoción con global de 3:2 y asciende. |                 |     |                   |                                 |  |

### Temporadas en el Argentino B y Copa Argentina
Para su primera participación en el Argentino B, Boca reforzó sus filas con jugadores del resto del país. Comenzó el "Apertura" como uno de los equipos más débiles de la zona, sin embargo, logró cuatro victorias y un empate en diez partidos, y en el torneo clausura logró nuevamente cuatro victorias, estos resultados lo dejaron con 25 puntos en 20 partidos y un 1,250 de promedio, salvando así la categoría.
En la temporada 2010/11, el «xeneize» tuvo un mejor torneo, con una temporada ya no dividida en "Apertura" y "Clausura", quedando segundo de grupo y avanzando de fase. En la segunda fase, donde se repitieron los buenos resultados, el equipo eliminó a rivales como Alvarado de Mar del Plata o Liniers de Bahía Blanca, pero en las llaves de eliminación directa, Racing de Olavarría lo dejó afuera en penales, y jugando como local.

#### Primera participación en Copa Argentina
En la siguiente temporada disputó un nuevo certamen, la Copa Argentina. Al ser el equipo más austral en el torneo, se enfrentó con el clasificado por la provincia de Tierra del Fuego, Real Madrid de Río Grande. Tras derrotar 2 a 0 al elenco fueguino, cayó por penales ante Racing de Trelew y allí terminó su participación en la Copa.

Logo de Boca de Río Gallegos, muy similar al de Boca Juniors.

En el Argentino B terminó primero en la primera fase, con diecisiete victorias, cuatro empates y siete derrotas. Pero en la segunda etapa, tras el verano, los resultados no se repitieron y quedó cuarto en el cuadrangular que disputó junto con Deportivo Madryn, Deportivo Roca y Huracán de Comodoro Rivadavia.
Para la temporada 12/13 y tas la expansión de la categoría, se redujeron los cupos para la segunda fase en su zona, donde además no tuvo grandes resultados y dejó de participar en la primera fase. En la Copa Argentina sin embargo tuvo mejores resultados. Primero eliminó a Huracán de Gobernador Gregores 5 a 1, luego a Jorge Newbery de Comodoro Rivadavia 2 a 1 y en su tercer partido, el primero como visitante, a Cipolletti, equipo de una categoría superior. Quedó eliminado en la quinta eliminatoria ante Brown de Puerto Madryn.

#### Temporada 2013/14
La temporada 2013/14 estuvo dividida en Copa Argentina y campeonato regular. En la Copa obtuvo grandes resultados, llegando a estar a tan solo un partido de disputar la fase final, sin embargo, fue eliminado por Cipolletti en Río Negro y por penales.
El Torneo Argentino B 2013/14 fue el último que disputó, donde logró superar la primera fase, y en la segunda, ante la negativa de sus competidores de viajar al sur argentino, consiguió meterse entre los mejores terceros del certamen. Sin embargo, en la tercera fase, ya de eliminaciones directas, el equipo cayó ante Gimnasia de Mendoza, primero 1 a 0 en el Defensores del Cármen, y luego 3 a 0 en la provincia cordillerana.

### Rechazo a invitaciones y actualidad
En el 2014 se produjo una reestructuración en los torneos de la AFA, y entre ello se invitó al elenco, que había quedado como uno de los mejores de la provincia, a participar en la nueva tercer categoría, el Federal A. Sin embargo declinó esta invitación, y meses más tarde, también declinó participar del Federal B, la sucesión del Argentino B, alegando problemas económicos.

## Instalaciones

### Estadio
El club no posee estadio propio. Hace las veces de local en el Estadio Defensores del Cármen. El club se encuentra en proyectando un estadio propio.

lo primordial de una sede de estas características es brindarle un servicio al asociado y a la comunidad toda, además estamos comenzando con los movimientos de tierra en el estadio del club donde vamos a poder contar no sólo con el estadio de fútbol que tendrá una capacidad para casi 14 mil personas, sino que también contará con una pista de atletismo y la idea más adelante es poder construir la pensión del club allí mismo, esto sumado a una confitería, y por qué no más adelante canchas de tenis y hockey sobre césped
Arq. Sebastián Elizathe, arquitecto de la obra de la sede social.

### Sede social
La sede social del club fue reinaugurada para el año 2011, en un acto donde entre otros estuvo, por videoconferencia, la presidenta de la nación, Cristina Fernández y, el que en aquel entonces era presidente de la AFA, Julio Grondona.
La sede, además de estar completamente remodelada, cuenta con un microestadio para básquet, el cual lleva el nombre de «Celestino "Petene" García». Entre otras cosas, también cuenta con
- Vestuarios.
- Salón de usos múltiples.
- Confitería.
- Sala de conferencias.

## Palmarés

### Liga local
- Liga Sur Santa Cruz (4): 2008/09 - 2009/10 - 2012 - 2013.

## Datos del club
- Temporadas en primera división: 0
- Temporadas en segunda división: 0
- Temporadas en tercera división:
  - Torneo del Interior: 1 (1987/88)
- Temporadas en cuarta división:
  - Torneo Argentino B: 5 (2009/10, 2010/11, 2011/12, 2012/13, 2013/14)
    - Mejor resultado: 7 a 0 a Huracán de Gobernador Gregores en la temporada 2012/13.
- Temporadas en quinta división:
  - Torneo del Interior: 1 (2009)
- Participaciones en Copa Nacional: 3 (2011/12, 2012/13, 2013/14)
  - Mejor resultado: 5 a 1 a Huracán de Gobernador Gregores en la Copa Argentina 2012/13.

## Entrenadores
Cronología incompleta. Solamente incluye entrenadores en certámenes nacionales organizados por la AFA.
| Torneos del Interior - Jacinto Luis Cáceres (1987-1988) - Jorge Nicolai (2008) - Santiago Rapalín (2009) | Torneos Federal B - Mario Gambini (2009-2010) - Sergio Priseajniuc (2010-2012) - Sergio Busciglio (2012-2014) - Cristian Gribaudo (2020-2021) - Nicolás Francisco Gómez (2021-actualidad) |

## Otros deportes
En el club, además del fútbol, se practican básquet, esgrima, hockey y balonmano, entre otros.